# Чечельницька сільська рада
Чече́льницька сільська́ ра́да — адміністративно-територіальна одиниця та орган місцевого самоврядування в Дунаєвецькому районі Хмельницької області. Адміністративний центр — село Чечельник.

## Загальні відомості
Чечельницька сільська рада утворена в 1990 році.
- Територія ради: 28,931 км²
- Населення ради: 1 203 особи (станом на 2001 рік)

## Населені пункти
Сільській раді підпорядковані населені пункти:
- с. Чечельник
- с. Слобідка-Балинська

## Склад ради
Рада складається з 16 депутатів та голови.
- Голова ради: Ромашина Тетяна Іванівна
- Секретар ради: Чорна Ольга Олександрівна

### Керівний склад попередніх скликань
| Прізвище, ім'я, по батькові | Основні відомості                                                               | Дата обрання | Дата звільнення |
| --------------------------- | ------------------------------------------------------------------------------- | ------------ | --------------- |
| Палійчук Оксана Анатоліївна | Сільський голова, 1975 року народження, позапартійна                            | 26.03.2006   | 31.10.2010      |
| Ромашина Тетяна Іванівна    | Сільський голова, 1973 року народження, освіта середня спеціальна, позапартійна | 31.10.2010   |                 |

Примітка: таблиця складена за даними сайту Верховної Ради України

### Депутати
За результатами місцевих виборів 2010 року депутатами ради стали:

#### За суб'єктами висування
| Суб'єкт висування           | Кількість обраних депутатів | %    |
| --------------------------- | --------------------------- | ---- |
| Самовисування               | 14                          | 87,5 |
| Партія «Демократичний Союз» | 2                           | 12,5 |

#### За округами
| № округу                    | Прізвище, ім'я, по батькові    | Дата визнання обраним | Освіта             | Партійна приналежність | Відомості про обраного депутата                            |
| --------------------------- | ------------------------------ | --------------------- | ------------------ | ---------------------- | ---------------------------------------------------------- |
| Партія «Демократичний Союз» |                                |                       |                    |                        |                                                            |
| 2                           | Біла Олена Анатоліївна         | 05.11.2010            | середня спеціальна | позапартійна           | Чечельницький ДНЗ, помічник вихователя                     |
| 10                          | Зелінська Надія Анатоліївна    | 05.11.2010            | вища               | позапартійна           | Чечельницький ДНЗ, завідувачка                             |
| Самовисування               |                                |                       |                    |                        |                                                            |
| 1                           | Клюс Сергій Анатолійович       | 05.11.2010            | середня спеціальна | позапартійний          | КСП «Балинське», зав.складом                               |
| 3                           | Боднар Сергій Петрович         | 05.11.2010            | середня            | позапартійний          | приватний підприємець                                      |
| 4                           | Олійник Лариса Іванівна        | 05.11.2010            | вища               | позапартійна           | Чечельницька сільська рада, бухгалтер                      |
| 5                           | Клюс Галина Миколаївна         | 05.11.2010            | середня            | позапартійна           | Чечельницька сільська рада, касир                          |
| 6                           | Гурський Валерій Олександрович | 05.11.2010            | середня спеціальна | позапартійний          | тимчасово не працює                                        |
| 7                           | Мельник Катерина Володимирівна | 05.11.2010            | середня спеціальна | позапартійна           | Чечельницька загальноосвітня школа І-ІІ ст., тех.працівник |
| 8                           | Тиж Людмила Миколаївна         | 05.11.2010            | вища               | позапартійна           | Чечельницька загальноосвітня школа І-ІІ ст., вчитель       |
| 9                           | Кобринська Леся Миколаївна     | 05.11.2010            | вища               | позапартійна           | Поштове відділення, начальник                              |
| 11                          | Цьомко Олег Юрійович           | 05.11.2010            | середня            | позапартійний          | тимчасово не працює                                        |
| 12                          | Пелих Василь Анатолійович      | 05.11.2010            | середня спеціальна | позапартійний          | тимчасово не працює                                        |
| 13                          | Говорушко Олександр Васильович | 05.11.2010            | вища               | позапартійний          | ВАТ «Подільські Товтри» с. Вербка, дробарник               |
| 14                          | Грищук Людмила Олександрівна   | 05.11.2010            | вища               | позапартійна           | Чечельницька сільська бібліотека, завідувач с/бібліотеки   |
| 15                          | Юрчик Микола Васильович        | 05.11.2010            | середня спеціальна | позапартійний          | тимчасово не працює                                        |
| 16                          | Чорна Ольга Олександрівна      | 05.11.2010            | вища               | позапартійна           | Чечельницька сільська рада, секретар                       |